# وایلدنباخ
وایلدنباخ (به آلمانی: Wildebach) یک رود در آلمان است که در نوردراین-وستفالن واقع شده‌است.